# Eleuterio Iribarren
Eleuterio Iribarren ( Navarra, España circa 1890 - Buenos Aires, Argentina, 25 de octubre de 1932) fue un músico que se dedicó a los géneros del tango y del jazz cuyo apellido algunos escriben Yribarren.

## Estudios
A los 7 años empezó a estudiar música en San Sebastián en la Academia Nacional de Música. Más adelante lo hizo en la Academia de Bellas Artes, donde tuvo como maestro de violín a Alfredo Larrocha, en Francia con el maestro Philippe Sandré y en Londres en el Royal College of Music donde fue discípulo del compositor y director de orquesta español Enrique Fernández Arbós.

## Carrera profesional
Contratado para actuar en el “Petit Salón” de Buenos Aires llegó a Argentina en 1912. Trabajó con éxito hasta 1914 en que pasó al “Royal Pigall” de la calle Corrientes donde fundó la “Jazz-Band de Eleuterio Yribarren”, la primera en su género en esta ciudad, integrada con músicos estadounidenses y argentinos. Además de actuar en ese local, el conjunto también lo hizo en el “Casino Pigall” de la calle Maipú, el “Armenonville” de Avenida Alvear y Tagle, en el “Restaurant Florida” y –durante cinco temporadas- en los bailes de Carnaval del Teatro Ópera. 
Hacia 1917 y 1918 actuó en el “Royal Pigall” al frente de una orquesta zíngara. En 1923 grabó para el sello “Electra” y luego para “Odeón” de la casa Glucksmann al frente de su banda con los nombres de “American Jazz Band” y de “Red Hot Panamerican Jazz”. 
En 1924 estuvo varios meses de paseo en Francia y España y al regresar se dedicó exclusivamente a grabar para la Casa Max Glücksmann con la “Jazz-Band Yribarren”. Más adelante firmó contrato para actuar en la tienda Harrods (Buenos Aires) y en el restaurante “Tabaris”. En 1925 compuso en colaboración con el maestro José Vázquez Vigo una revista con música original de ambos. 
Entre los músicos que pasaron por su orquesta cabe citar a los grandes violinistas Manlio Francia y Enrique Mizes y a los pianistas Julián Robledo, Lucio Demare y Oscar Fredericksen, un danés criado en los Estados Unidos.
Su tango Chinita, con letra de Enrique Cabrera Sotelo fue grabado por Carlos Gardel.
Iribarren falleció en Buenos Aires el 25 de octubre de 1932.

## Su relación con el cine
Musicalizó algunas películas argentinas: 
- Corazón ante la ley (1929) dirigida por Nelo Cosimi, en la que el actor Miguel Gómez Bao interpretó su tango Chinita.
- La canción del gaucho (1930) dirigida por José Agustín Ferreyra en la cual María Turgenova canta el tango Alma de indio.
- El cantar de mi ciudad (1930) dirigida por José Agustín Ferreyra en la cual María Turgenova canta La muchacha del tango y el dúo Turgenova–Felipe Farah hace lo propio con La canción del amor.

## Obras registradas en SADAIC
- Chinita en colaboración con Enrique Cabrera Sotelo (1936)
- Gitana en colaboración con Manuel A. Meaños (1940)
- La estudiantina en colaboración con Francisco Lozano (1936)
- La verbena (1933)
- Pantaleón en colaboración con Francisco Antonio Bastardi (fox-trot humorístico)
- Sapho en colaboración con Francisco Antonio Bastardi (1939)
- The South Cross Girl en colaboración con Alberto Haimovitz (1933)[2]

## Otras obras
- Corazón ante la ley
- Don Quijote  (pasodoble)
- El cantar de mi ciudad (fox-trot)
- Ensueños (vals)
- Gatito negro (shimmy)
- La canción del amor (vals)
- Lo que dura una rosa (shimmy)